# IBExpert
IBExpert — GUI-оболонка, призначена для розробки й адміністрування баз даних InterBase і Firebird, а також для вибору та зміни даних, що зберігаються в базах.
Як основні переваги IBExpert розробники зазначають:
- підтримка InterBase версій 4.x, 5.x, 6.x, 7.x, 2007 і 2009; Firebird 1.x, 2.x, 3.x; а також Yaffil 1.x;
- робота одночасно з декількома базами даних;
- окремі редактори для всіх об'єктів БД з підсвіткою синтаксису;
- потужний SQL-редактор із історією запитів і можливістю їх фонового виконання;
- автоматичне завершення коду SQL (назви таблиць, полів, і т.п.);
- налагоджувач збережених процедур і тригерів;
- пошук у метаданих;
- повне та часткове витягання даних і метаданих;
- аналізатор залежностей об'єктів баз даних;
- звіти по метаданим;
- менеджери користувачів і користувацьких привілеїв;
- експорт даних у різні формати.

IBExpert має багато компонентів, що полегшують роботу: візуальний редактор для всіх об'єктів бази даних, редактор SQL і виконувач скриптів, налагоджувач для збережених процедур і тригерів, будівник області, інструмент для імпорту даних із різних джерел, власна скриптова мова, дизайнер баз даних і т.д.

## Ліцензія
Для користувачів країн колишнього СРСР (а точніше — для користувачів Windows, у яких налаштована кодова сторінка WIN1251 для неюнікодних застосунків), існує спеціальна збірка IBExpert, якою вони мають право користуватися безкоштовно. В решті випадків продукт купується через торгових посередників.